# Jonas Prapiestis
Jonas Prapiestis (ur. 2 sierpnia 1952 w Kupiszkach) – litewski prawnik i polityk, sędzia, minister sprawiedliwości w latach 1992–1996.

## Życiorys
W 1975 ukończył studia na Wydziale Prawa Uniwersytetu Wileńskiego. W 1982 uzyskał stopień kandydata nauk prawnych po ukończeniu studiów aspiranckich na Moskiewskim Uniwersytecie Państwowym.
W 1975 został wykładowcą na Wydziale Prawa Uniwersytetu Wileńskiego. Pracuje w Katedrze Prawa Karnego. W latach 1989–1990 pełnił funkcję prodziekana Wydziału.
Od 1990 zasiadał w Radzie Najwyższej Litewskiej SRR, przekształconej w Sejm niepodległej Litwy. Był jednym z sygnatariuszy Aktu Przywrócenia Państwa Litewskiego uchwalonego 11 marca 1990. Przewodniczył sejmowej komisji ds. systemu prawnego. Od 17 grudnia 1992 do 23 kwietnia 1996 w trzech kolejnych gabinetach sprawował funkcję ministra sprawiedliwości.
W latach 1996–2005 był sędzią Sądu Konstytucyjnego, w 2005 został sędzią Sądu Najwyższego.